# 阿児町神明
阿児町神明（あごちょうしんめい）は、三重県志摩市の地名。1897年（明治30年）までは神明浦（しめのうら）という地名であった。1996年1月1日現在の面積は6.98km2である。
真珠養殖発祥の地であるとともに、志摩市の観光拠点である賢島を擁する地域である。

## 地理
志摩市中央部に位置する。本土部は谷と台地の交錯する複雑な地形を成し、南から西にかけて英虞湾に面する。中心集落は津波や高潮を避けるため神明地区の中央部の台地上にある。
神明の産業は、農業と真珠養殖、観光業である。神明地区に占める耕地面積の割合は1950年代の統計では48.4%と志摩郡の平均よりも低かった。内湾では海女による漁業は全く行われていない ので、英虞湾のみに臨む神明には海女はいない。
北は阿児町鵜方・阿児町国府、東は阿児町甲賀、南東は阿児町立神と接する。

### 島
神明には以下の島がある。
- 賢島 - 英虞湾最大の島[3]。
- 多徳島 - 「田徳島」と従前表記していたが、1899年（明治32年）に島を視察に訪れた曾禰荒助農商務大臣の提案により「多徳島」に変更された[2]。御木本幸吉の真珠養殖成功の地である[2]。
- 横山島 - 賢島から約400m、周囲1.4km[6]。多徳島と並ぶ、真珠養殖の中心地[3]。「石山荘」という宿泊施設以外に主だったものはない[WEB 5]。
- 枯島
- 弁天島
- ゑびす島

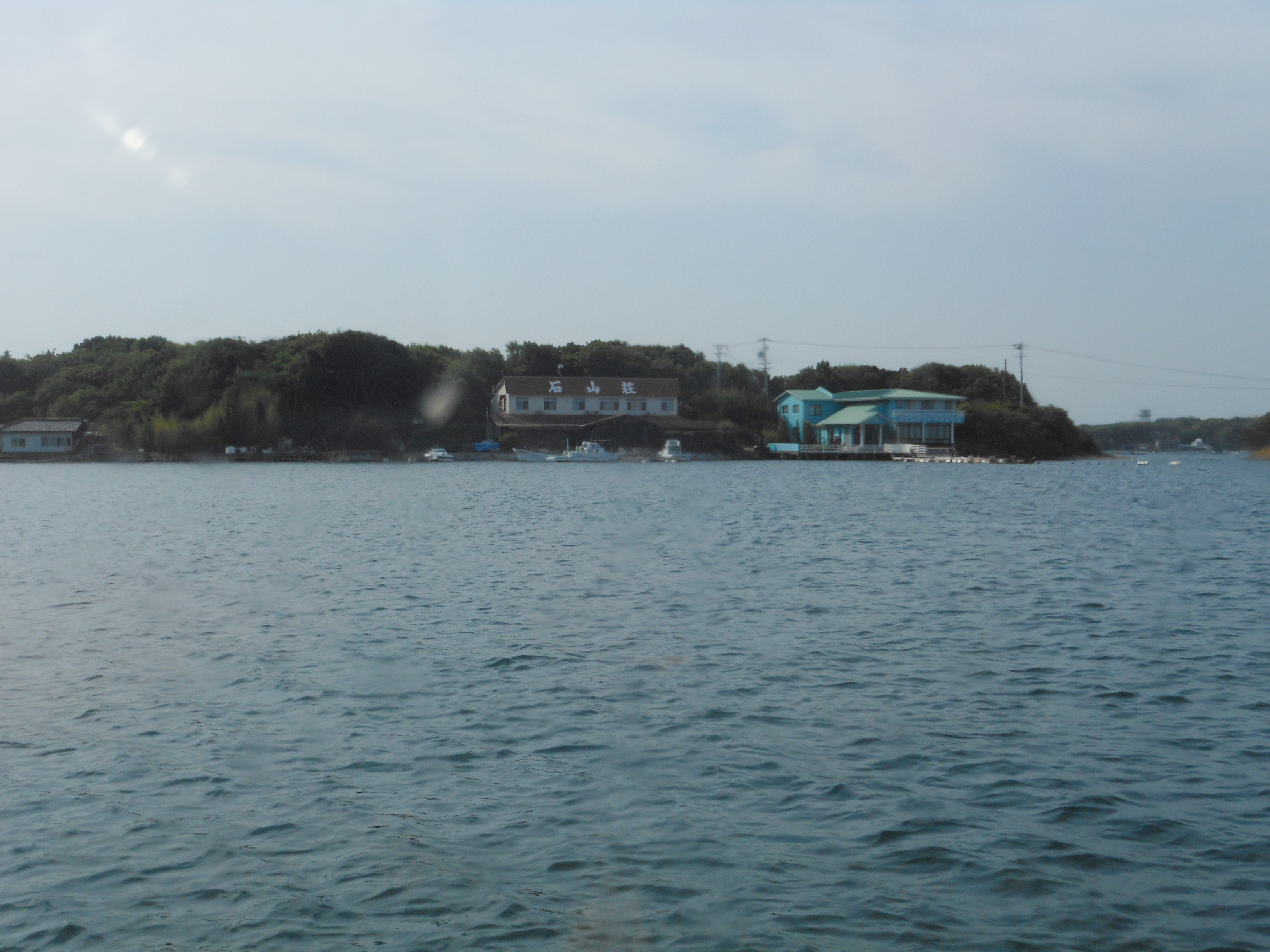
横山島

### 新興住宅地
神明北部には新興住宅地である「うらじろ団地」が開発されている。

### 小・中学校の学区

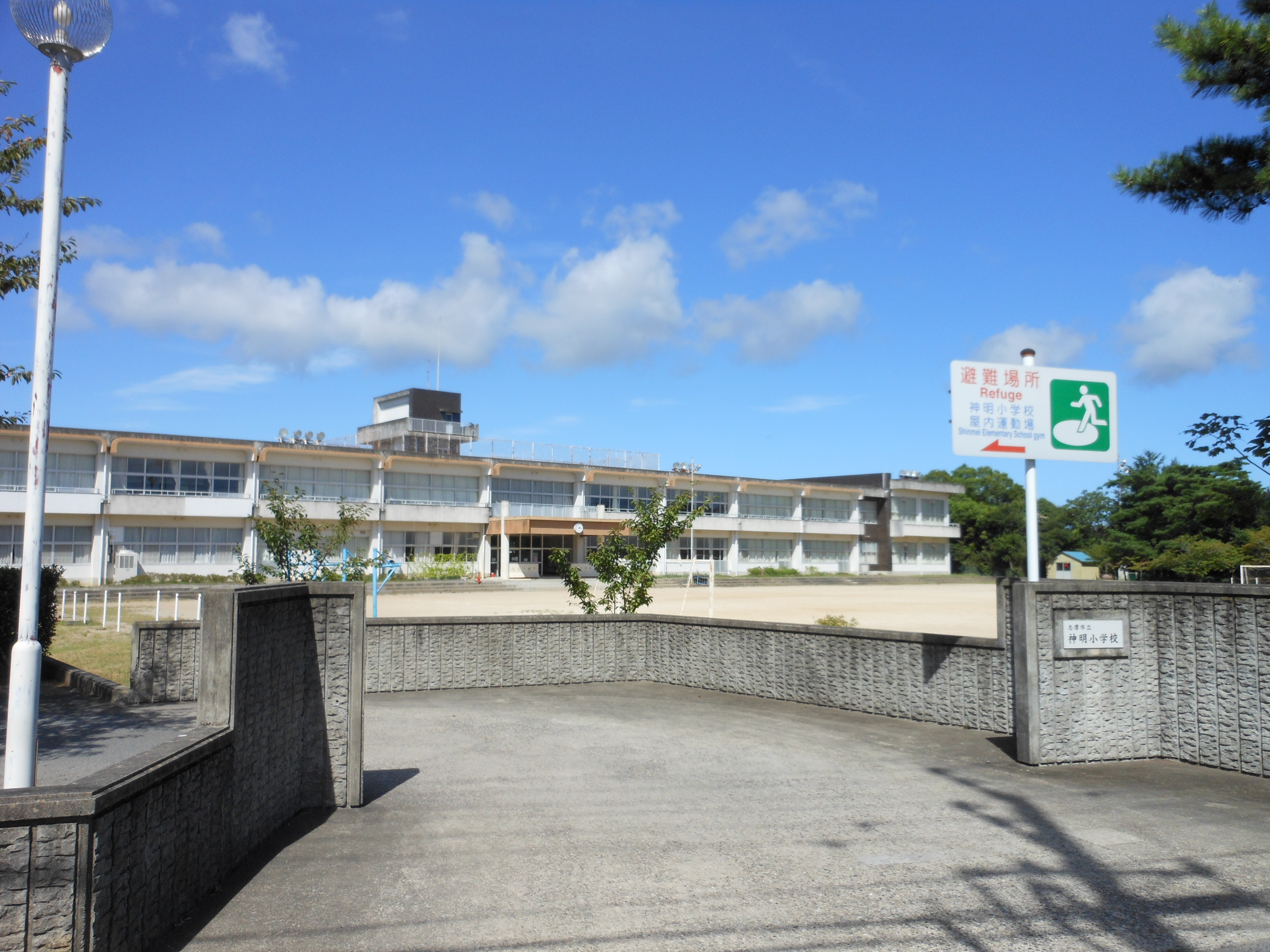
志摩市立神明小学校

市立小・中学校に通う場合、学区は以下の通りとなる。
| 番・番地等 | 小学校             | 中学校             |
| ---------- | ------------------ | ------------------ |
| 全域       | 志摩市立神明小学校 | 志摩市立文岡中学校 |

## 歴史

### 元始から近世
先史時代から人々が居住していた痕跡が見られ、賢島の賢島遺跡からは石鏃・石錘・石斧が出土している。中世には城があったとされ、「城山」と呼ばれる丘がある。江戸時代には、志摩国英虞郡磯部組に属し、神明浦村（しめのうらむら）として鳥羽藩に属した。村高は時代を追うごとに増加し、天和元年（1681年）は250石だったが、『旧高旧領取調帳』では352石余となった。これは海を埋め立てて新田開発を行った結果である。水産業も盛んに行われ、浜島村・波切村・和具村の海で漁業を行ったので、浦役として米を各村に納めていた。近隣の立神村と漁場争いをした記録もある。主な漁法は地曳網・立網・長網などの網漁であった。特にぬきイリコ（きんこ）を多く産し、藩主へ献上していた。文化年間（1804年 - 1818年）に阿波国の巡業師から人形と技術を受けて「神明文楽」が始まった。

### 近代
明治初期の神明浦村は戸数100戸に満たない小村であったため、鵜方村あるいは立神村に服属することを求められた。町村制施行時は、北隣の鵜方村と合併して新しい鵜方村の大字となったが、三重県庁による強制的な合併であり、神明浦の住民にとって納得のいかないものであった。当時の鵜方は農村で、漁村の神明浦とは性格が異なっていたことから、同じ漁村であった立神村との合併の方が民意にかなっていたのである。そこで神明浦の住民は合併後すぐに三重県知事に対して「分村願」を提出した。この願いはすぐには認められず、神明浦の住民は鵜方村からの分離が認められるまで水産物の口銭（手数料）で里道補修費や学校運営費、医師の雇用費などを賄い、半ば自治を行っていた。1893年（明治26年）、神明浦は「分村請願書」を内務大臣に提出、訴えが認められて1897年（明治30年）5月に 鵜方村から分離して単独村制を敷いた。この際、神明浦から「神明」に改められた。
1890年（明治23年）、御木本幸吉は神明浦に進出し「真珠貝培養所」を設置する。更に1893年（明治26年）には多徳島に真珠養殖場を開設、1916年（大正5年）には島内に郵便局が開局した。
1929年（昭和4年）に志摩電気鉄道（現在の近鉄志摩線）が開通し、神明村の賢島に終点が置かれた。賢島はそれまで松林と少しの水田があるのみの無人島であったが、この鉄道開通を契機として開発が始まった。昭和初期の真珠産出額は度会郡五ヶ所村（現・南伊勢町）に次ぐ三重県内第2位であり、鉄道輸送の主役も旅客ではなく真珠であった。
風俗研究家の岩田準一による聞き書きによれば、神明村時代は、出生届の提出を怠り、村役場から注意されるまで放置する親が多く、戸籍上の年齢と実年齢が10歳も食い違うということが珍しくなかったという。次男・三男になると子供に命名すらしなかったので、役場が勝手に名前を付けるということもままあり、一方日常では周囲の人が呼び名を付けることから、戸籍上の実名と本人の認識する名前が一致しないという事態も発生していた。役場の方も命名は面倒だったので、ある一家で長男が亡くなり、直後に次男が誕生した場合には、長男の名をそのまま次男に付けることも少なくなかった。

#### 歴代村長
『阿児町史』による。
| 代 | 村長       | 就任           | 退任           | 備考  |
| -- | ---------- | -------------- | -------------- | ----- |
| 1  | 三橋覚蔵   | 1897年9月1日   | 1911年7月31日  |       |
| 2  | 中北藤三郎 | 1911年9月1日   | 1915年12月20日 |       |
| 3  | 杉原金一郎 | 1916年1月20日  | 1923年11月30日 |       |
| 4  | 坂口庄吉   | 1924年1月10日  | 1925年12月30日 |       |
| 5  | 尾崎太郎吉 | 1926年12月31日 | 1927年11月30日 |       |
| 6  | 坂口藤太郎 | 1928年1月1日   | 1929年12月25日 |       |
| 7  | 杉原金一郎 | 1930年1月10日  | 1932年12月10日 | 2度目 |
| 8  | 山崎楠松   | 1933年2月1日   | 1934年12月10日 |       |
| 9  | 三橋一郎   | 1935年1月10日  | 1936年12月20日 |       |
| 10 | 中北利作   | 1937年1月1日   | 1938年12月20日 |       |
| 11 | 杉原金一郎 | 1939年1月10日  | 1941年12月20日 | 3度目 |
| 12 | 三橋一郎   | 1942年1月10日  | 1945年11月30日 | 2度目 |
| 13 | 山崎楠松   | 1945年12月10日 | 1947年1月20日  | 2度目 |
| 14 | 溝口甚吉   | 1947年2月1日   | 1947年4月30日  |       |
| 15 | 清水平吉   | 1947年5月15日  | 1951年4月20日  |       |
| 16 | 小崎弁三郎 | 1951年5月10日  | 1954年6月30日  |       |
| 17 | 山崎楠松   | 1954年7月20日  | 1954年12月31日 | 3度目 |

### 現代

#### 昭和期

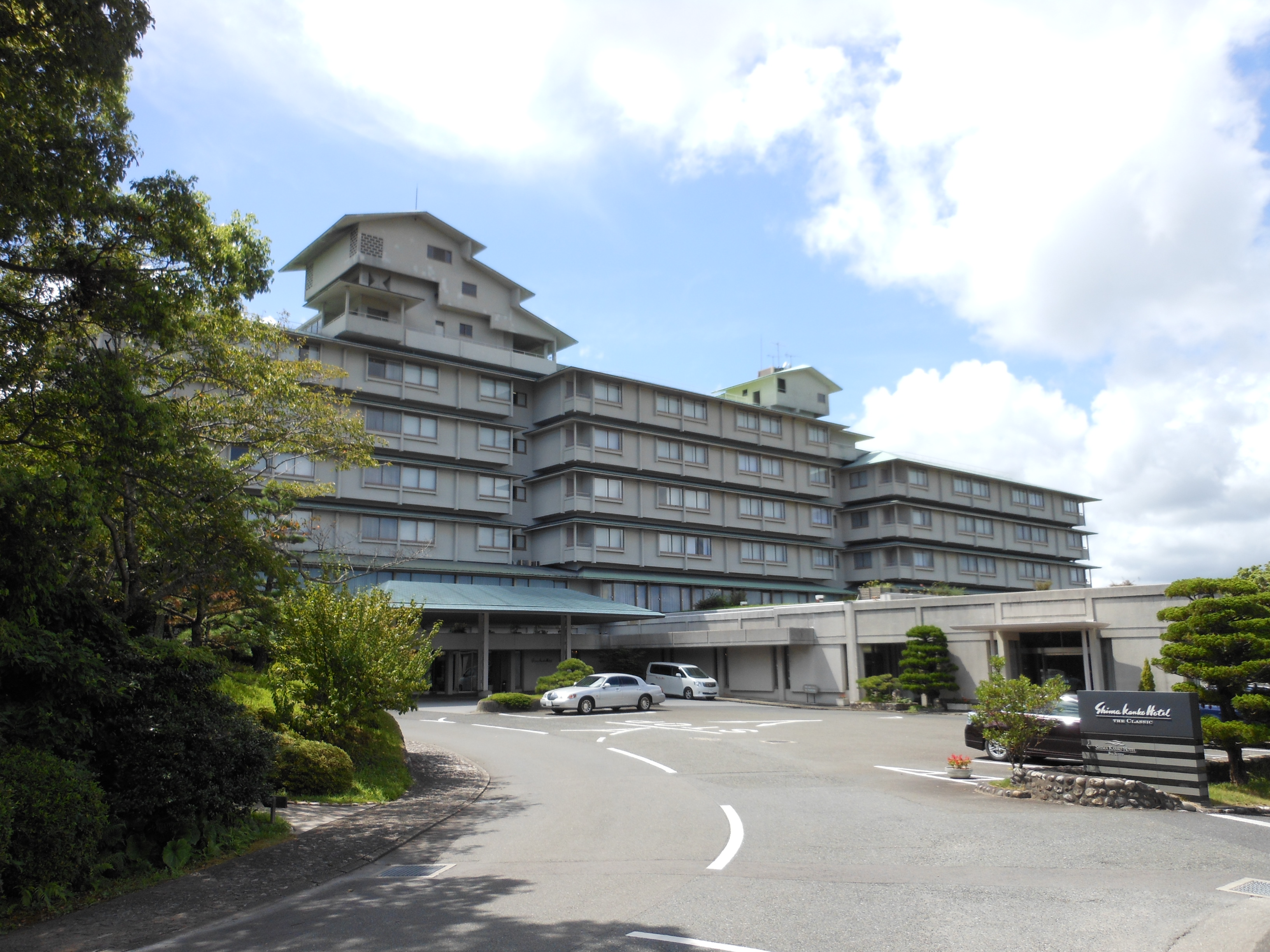
志摩観光ホテルCLASSIC

1946年（昭和21年）、伊勢志摩国立公園が制定され、外貨獲得のために洋風のホテルを作ろうという機運が盛り上がり、1951年（昭和26年）4月3日に25室50人収容の志摩観光ホテルが賢島に開業した。これは奥志摩（現・志摩市域）における宿泊施設整備の先駆けとなるものであった。1965年（昭和40年）の統計では、真珠養殖筏数は5,212台あり、これは和具・布施田・越賀に次ぐ県第4位であった。その後真珠ブームの到来によって密植が起きて養殖真珠の質的低下と価格の暴落を招き、個人の小規模経営者を中心に深刻な不況に陥るようになる。
本格的な観光開発が始まったのは、真珠養殖不況と近鉄特急が賢島まで乗り入れるようになった1970年代以降である。同時期には賢島とその周辺に企業の保養所が相次いで建設され、1995年（平成7年）時点では97軒存在した。
地域住民向けには、1972年（昭和47年）に二男・三男に住宅を供給することを目的に、小字裏白の山林11.5haを切り開き、うらじろ団地が建設された。当初245区画が造成されたが、その後300区画まで増加している。

#### 平成期

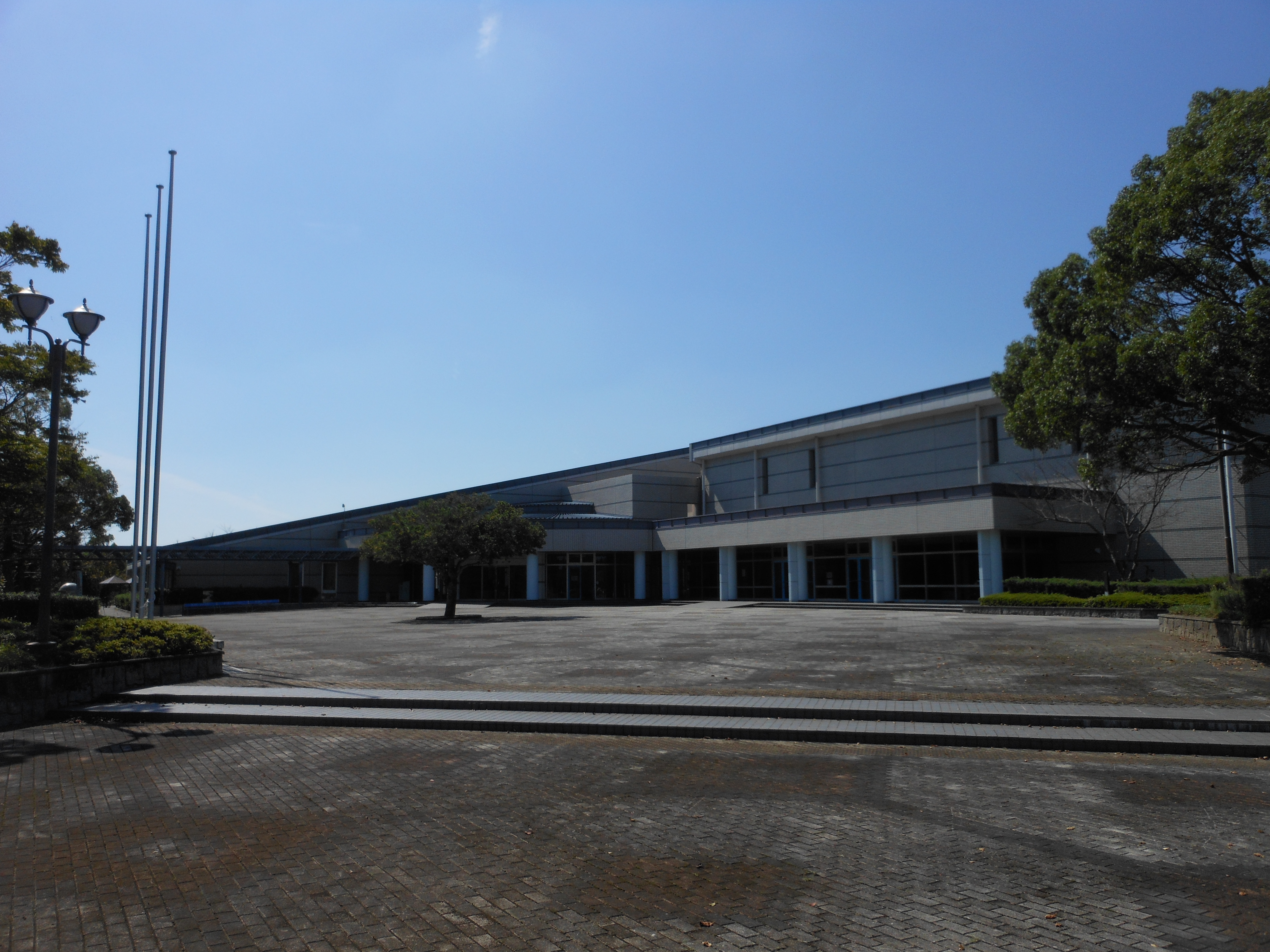
阿児アリーナ

1991年（平成3年）3月31日、神明北部に「阿児文化公園事業」の一環で、ホール兼体育館の阿児アリーナ（現・志摩市阿児アリーナ）と資料館機能も有する阿児町立図書館（現・志摩市立図書館、通称：阿児ライブラリー）が開館した。
観光産業の面では、バブル崩壊後景気の悪化により1999年（平成11年）3月に賢島スポーツランドが閉園、1998年（平成10年）と1999年に近鉄系の旅館が2軒廃業した。2009年（平成19年）には実質稼働している保養所は20 - 30軒程度まで減少した。
2000年（平成12年）、三重県は志摩地方が日本有数の海底ケーブル陸揚げ地であることに注目し、情報技術（IT）による企業誘致や雇用促進を目指す「志摩サイバーベース・プロジェクト」を発足させ、その中核となる「志摩サイバーベースセンター」と第三セクター「サイバーウェイブジャパン」（CWJ）を設立、神明にある保養所の跡地を利用した。しかしながら4年間に3億円を投じたにもかかわらず目立った成果を上げることができなかったため、2005年（平成17年）に志摩サイバーベースセンターを閉鎖、2004年（平成16年）度の終了をもって、｢志摩サイバーベース・プロジェクト事業の推進」が県の事業から外された。なおサイバーウェイブジャパンは2015年現在も事業を続けている。
賢島スポーツランドは閉園後しばらくは手つかずのままであったが、2010年（平成22年）に「賢島ローズネットファーム」となり、更に2011年（平成23年）からは「志摩ローズファーム」として再出発した。
2015年（平成27年）6月5日、賢島が2016年の主要国首脳会議（伊勢志摩サミット）の会場になることが決定した。これを受け2016年（平成28年）2月16日、賢島駅前に臨時警備派出所が設置された。（同年6月13日に閉所。）そして同年5月26日・27日に伊勢志摩サミットが実施された。サミットからちょうど1年となる2017年（平成29年）5月26日には伊勢志摩サミット記念館「サミエール」が賢島駅2階に開館した。

### 地名の由来
禁漁区の浜に注連縄を張り、そこで獲れたナマコを伊勢神宮や伊雑宮に奉納していたことから「しめのうら」（注連浦⇒神明浦）と呼ぶようになったことに由来するという。別の説では、毎年師走（12月）になると恵利原村（現・志摩市磯部町恵利原）の逢坂へ注連縄を張りに行ったことから「しめのうら」となったという。このように磯部との結び付きが強かったため、神明浦村は英虞郡の村でありながら、答志郡の村々で構成される磯部組に所属していたという。
1897年（明治30年）に鵜方村から分離する際、「浦」が外されて「神明」となった。

### 沿革
- 1889年（明治22年）4月1日 - 町村制施行により英虞郡鵜方村大字神明浦となる。
- 1896年（明治29年）3月29日 - 英虞郡と答志郡の合併により、所属郡が志摩郡に変更。志摩郡鵜方村大字神明浦となる。
- 1897年（明治30年） - 神明浦が鵜方村から独立し、志摩郡神明村となる。大字は編成せず。
- 1955年（昭和30年）1月1日 - 昭和の大合併により志摩郡阿児町神明となる。
- 2004年（平成16年）10月1日 - 平成の大合併により、志摩市阿児町神明となる。

## 世帯数と人口
2019年（令和元年）7月31日現在の世帯数と人口は以下の通りである。
| 町丁       | 世帯数    | 人口    |
| ---------- | --------- | ------- |
| 阿児町神明 | 1,976世帯 | 4,411人 |

### 人口の変遷
1746年以降の人口の推移。なお、2005年以後は国勢調査による推移。
| 1746年（延享3年）  | 408人   | [ 2 ]      |  |
| 1853年（嘉永6年）  | 487人   | [ 10 ]     |  |
| 1880年（明治13年） | 579人   | [ 8 ]      |  |
| 1884年（明治17年） | 621人   | [ 10 ]     |  |
| 1908年（明治41年） | 829人   | [ 2 ]      |  |
| 1920年（大正9年）  | 907人   | [ 10 ]     |  |
| 1940年（昭和15年） | 1,314人 | [ 10 ]     |  |
| 1955年（昭和30年） | 2,048人 | [ 10 ]     |  |
| 1965年（昭和40年） | 2,290人 | [ 10 ]     |  |
| 1975年（昭和50年） | 2,891人 | [ 10 ]     |  |
| 1980年（昭和55年） | 3,141人 | [ 3 ]      |  |
| 2005年（平成17年） | 4,203人 | [ WEB 20 ] |  |
| 2010年（平成22年） | 4,400人 | [ WEB 21 ] |  |
| 2015年（平成27年） | 4,377人 | [ WEB 22 ] |  |

### 世帯数の変遷
1746年以降の世帯数の推移。なお、2005年以後は国勢調査による推移。
| 1746年（延享3年）  | 82戸      | [ 2 ]      |  |
| 1853年（嘉永6年）  | 77戸      | [ 10 ]     |  |
| 1880年（明治13年） | 112戸     | [ 8 ]      |  |
| 1884年（明治17年） | 121戸     | [ 10 ]     |  |
| 1908年（明治41年） | 160戸     | [ 2 ]      |  |
| 1920年（大正9年）  | 127戸     | [ 10 ]     |  |
| 1940年（昭和15年） | 230戸     | [ 10 ]     |  |
| 1955年（昭和30年） | 367戸     | [ 10 ]     |  |
| 1965年（昭和40年） | 518戸     | [ 10 ]     |  |
| 1975年（昭和50年） | 765戸     | [ 10 ]     |  |
| 1980年（昭和55年） | 959世帯   | [ 3 ]      |  |
| 2005年（平成17年） | 1,515世帯 | [ WEB 20 ] |  |
| 2010年（平成22年） | 1,614世帯 | [ WEB 21 ] |  |
| 2015年（平成27年） | 1,709世帯 | [ WEB 22 ] |  |

## 港湾
地方港湾の賢島港と漁港の神明漁港がある。以下、神明漁港について記述する。
神明漁港（しんめいぎょこう）は三重県志摩市阿児町神明にある第1種漁港。漁港指定を受けたのは1989年（平成元年）12月6日であり、志摩市が管理する。2009年（平成21年）の属地陸揚高と属人漁獲量はともに189.5tで、属地陸揚金額は274百万円である。
2007年（平成19年）の『漁港の港勢調査』によると、漁獲金額は773万円で、主な漁獲物はノリ類・真珠・貝類であった。志摩市の消防出初式において阿児アリーナで式典を行った後、消防団員が神明漁港で放水を行う。

## 交通

### 陸路
鉄道
M近鉄志摩線
- （鵜方方面） - 志摩神明駅（M92） - 賢島駅（終点、M93）
  - 1969年（昭和44年）までは、賢島駅の先に真珠港駅が存在した[30]。

バス
■三重交通（志摩営業所管内）
- 賢島駅前バス停
  - 87系統 志摩スペイン村
  - 87系統 賢島駅前（終点）
- 神明バス停
  - 92系統 志島循環 志摩病院
  - 92系統 志島循環 鵜方駅前
- 長沢バス停
  - 60系統 磯部バスセンター
  - 60・62系統 伊勢赤十字病院
  - 60・62系統 伊勢市駅前
  - 60・62系統 御座港

道路
- 国道167号 - 志摩市を南北に貫く一般国道。賢島港を起点とする[WEB 25]。
- 国道260号 - 志摩市南部を「の」の字を180度回転させた形で英虞湾岸を通る一般国道。賢島港を起点とする[WEB 25]。
- 三重県道17号浜島阿児線 - 志摩市西部と中部を結ぶ主要地方道。賢島を終点とする[WEB 25]。

### 海路
■志摩マリンレジャー賢島港船乗り場
- 賢島エスパーニャクルーズ
  - 賢島港 → 真珠工場 → 英虞湾 → 賢島港
- 賢島〜浜島航路
  - 浜島 → 御座 → 浜島 → 御座 → 賢島
  - 賢島 → 御座 → 浜島 → 御座 → 賢島
- 賢島〜和具航路
  - 賢島 - 間崎 - 和具

賢島遊覧船組合
- 賢島 - ともやま（遊覧船）[31]

## 施設
賢島にある施設は賢島#施設を参照。
- 志摩広域行政組合本部
  - 志摩特別養護老人ホーム才庭寮
  - 志摩福祉センター
- 志摩市神明公民館
- 志摩市立神明小学校
- 志摩市立神明幼稚園
- 志摩市立神明保育所
- 社会福祉法人洗心福祉会 しまの杜保育園
- 特定非営利活動法人えくぼキッズ えくぼ保育所志摩所
- 阿児文化公園（阿児ふるさと公園）
  - 志摩市阿児ライブラリー
  - 志摩市立図書館
- 長沢運動公園
- 志摩市阿児特産物開発センター
- 志摩市阿児学校給食センター
- 鳥羽志摩農業協同組合阿児支店あぐり神明
- 三重外湾漁業協同組合志摩支所安乗事業所神明
- 神明真珠養殖漁業協同組合
- 賢島グランドホテル
- 賢島ビューホテル
- 漁師宿&コテージBBQハウスもやい
- 賢島パールハウス
- 株式会社サイバーウェイブジャパン本社
- 株式会社セレモ本社
- 志摩ローズファーム
- 日本ユニシス健康保険組合賢島保養所
- オリックス保養所ピュアパール賢島

## 史跡

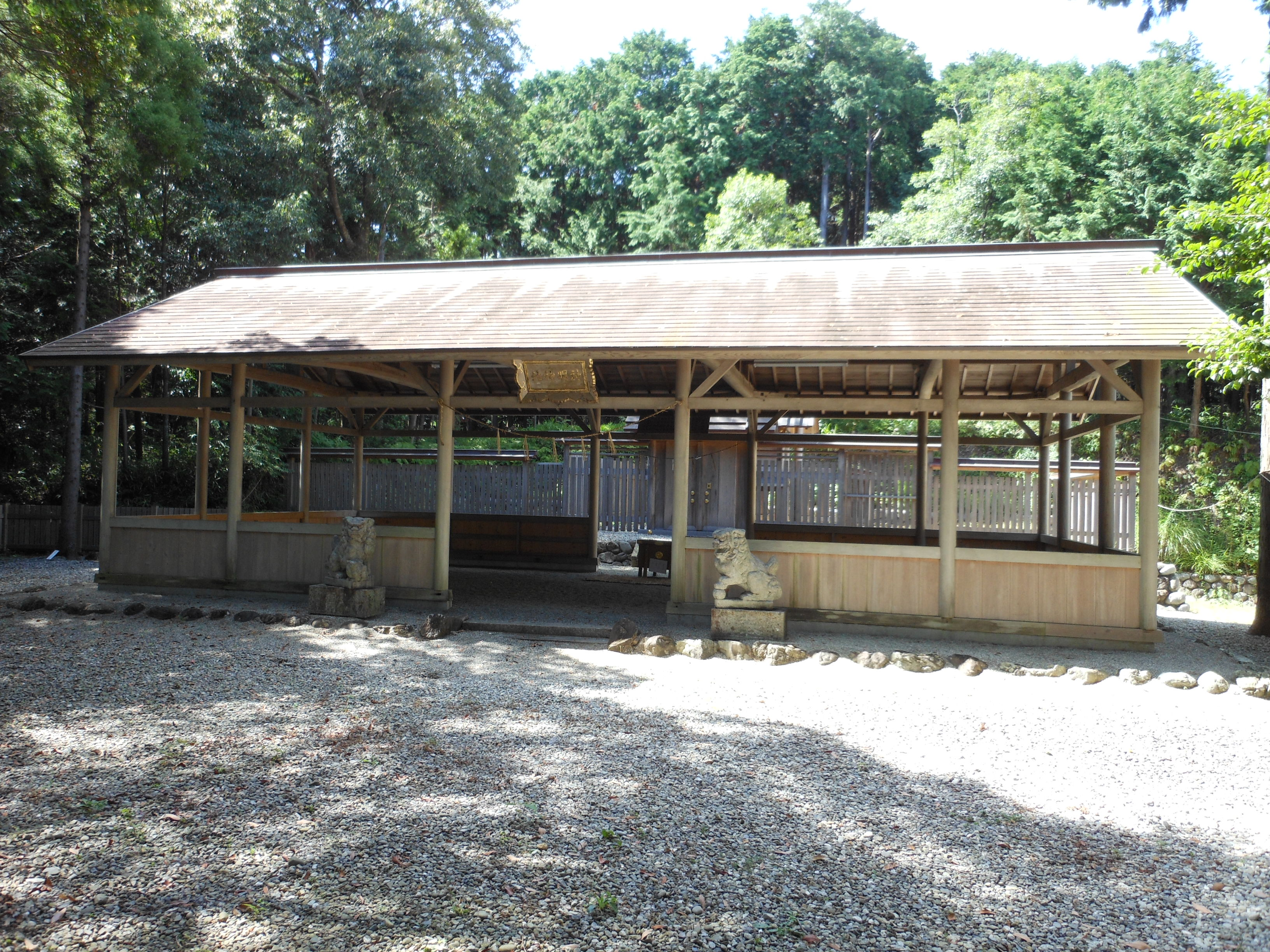
神明神社

- 神明神社 - 小字里中にある、天照大神を主祭神とする神社。旧称は八王子社・神明社で神明の鎮守であった[2]。1907年（明治40年）に境内社6社と山神社・厳島社を合祀した[2]。同社の周辺には「曼荼羅石」と呼ばれる石があり、三重県指定文化財となっている[8]。
- 瑞竜山昌禅寺 - 曹洞宗永平寺派の仏教寺院 [2]。かつては観音堂を有していたが、焼失している[2]。

## その他

### 日本郵便
- 郵便番号 : 517-0502[WEB 2]（集配局：阿児郵便局[WEB 26]）。